# Cuajapa Santiago
Cuajapa Santiago är en ort i Mexiko.   Den ligger i kommunen Tamazunchale och delstaten San Luis Potosí, i den sydöstra delen av landet, 200 km norr om huvudstaden Mexico City. Cuajapa Santiago ligger 644 meter över havet och antalet invånare är 128.
Terrängen runt Cuajapa Santiago är kuperad åt nordost, men åt sydväst är den bergig. Terrängen runt Cuajapa Santiago sluttar österut. Runt Cuajapa Santiago är det ganska tätbefolkat, med 60 invånare per kvadratkilometer. Närmaste större samhälle är Tamazunchale, 9,4 km nordost om Cuajapa Santiago. I omgivningarna runt Cuajapa Santiago växer i huvudsak städsegrön lövskog.